# 大球筛盘虫
大球筛盘虫（学名：Sethodiscus macrococcus）为镜盘虫科筛盘虫属的动物。分布于北太平洋以及西沙群岛等。